# سفارة السويد في الأردن
سفارة السويد في الأردن هي أرفع تمثيل دبلوماسي لدولة السويد لدى الأردن. تقع السفارة في وهي تهدف لتعزيز المصالح السويدية في الأردن.

## وصلات خارجية
- قائمة سفارات السويد
- قائمة السفارات في الأردن